# Biobío (provincie)
Biobío is een provincie van Chili in de regio Biobío. De provincie telde 395.060 inwoners in 2017 en heeft een oppervlakte van 14.988 km². Hoofdstad is Los Ángeles.

## Gemeenten
Biobío is verdeeld in veertien gemeenten:
- Alto Biobío
- Antuco
- Cabrero
- Laja
- Los Ángeles
- Mulchén
- Nacimiento
- Negrete
- Quilaco
- Quilleco
- San Rosendo
- Santa Bárbara
- Tucapel
- Yumbel